# سنت

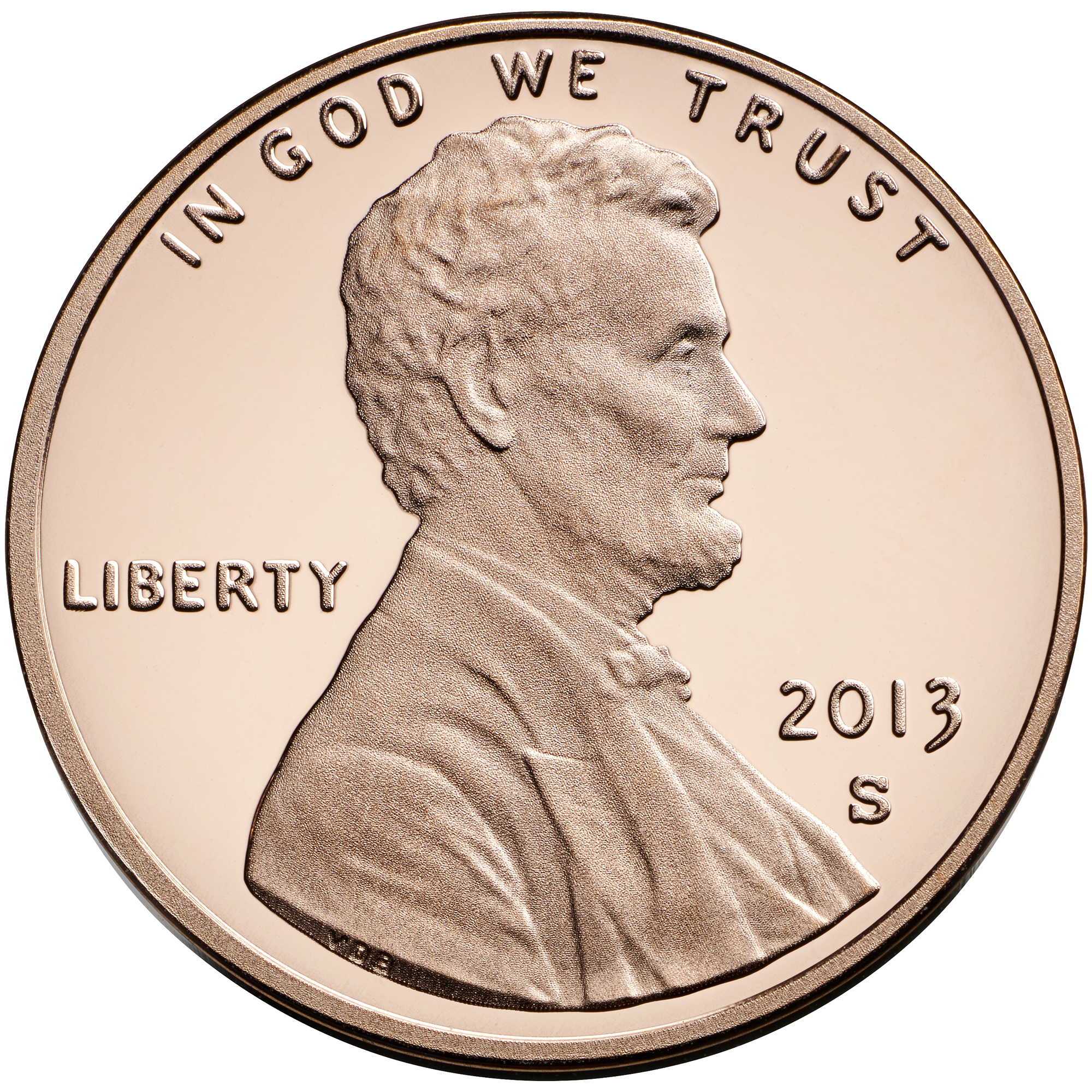
سنت أمريكي

سنت هو جزء من العملة النقدية في عدد من الدول، بحيث يعادل 1/100 من قيمتها أي أن 100 سنت = دولار واحد. من أشهر الأمثلة على الدول التي تستخدم هذا النظام كل من الولايات المتحدة الأمريكية كواحد على المئة من الدولار الأمريكي ويرمز له ¢ أو c فقط.
كما يستخدم هذا اللفظ لوصف واحد على المئة من اليورو في دول الاتحاد الأوروبي.

## استعمال
| شركة الهند الشرقية نصف سنت (1845).               | شركة الهند الشرقية نصف سنت (1845).                                               |
| ------------------------------------------------ | -------------------------------------------------------------------------------- |
|                                                  |                                                                                  |
| وجه العملة: وجه جانبي متوج بحروف الملكة فيكتوريا | ظهر العملة: القيمة الاسمية والسنة واسم "شركة الهند الشرقية" محفور في داخل إكليل. |
| 18,737,498 عملة مسكوكة في 1845.                  |                                                                                  |

### وحدات العملة الصغرى تسمىسنتأو أسماء مشابهة
من الأمثلة على العملات في جميع أنحاء العالم التي تحتوي على وحدات مائة (1/100) تسمى سنت، أو أسماء ذات صلة من نفس الجذر مثل سنتيمو، سنتيسمو، سنتافو أو سين، نجد:
- البيزو الأرجنتيني (سنتافو)
- الفلورن الأروبي
- الدولارالأسترالي
- الدولار البربادوسي
- الدولار الباهامي
- الدولار البليزي
- الدولار البرمودي
- البوليفاريو البوليفي (سنتافو)
- الريال البرازيلي (سنتافو)
- الدولار البروناي (سن)
- الدولار الكندي
- دولار جزر كايمان
- البيزو التشيلي (سنتافو). سنتافوموجودة رسميًا ويعتد به في المعاملات المالية؛ ومع ذلك، لا توجد عملات حالية مقومة بالسنتافو.
- البيزو الكولومبي (سنتافو)
- دولار جزر كوك (سنت، على الرغم من أن حوالي 50 سنتًا من العملات تحمل علامة «50 تين»)
- البيزو الكوبي (سنتافو)
- دولار شرق الكاريبي
- النكفا الإريترية
- الكرون الإستوني (sent)
- اليورو - العملات المعدنية تحمل نص «يورو سنت». تحتوي العملات اليونانية على ΛΕΠΤΟ («lepto») على وجه العملة المعدنية ذات سنت واحد و ΛΕΠΤΑ («lepta») على وجه العملات الأخرى. يختلف الاستخدام الفعلي حسب اللغة.
- الدولار الفيجي
- الدولار الغياني
- دولار هونج كونج، ولكن جميع العملات المعدنية المتداولة هي بمضاعفات 10 سنتات.
- الروبية الاندونيسية (sen)
- الدولار الجامايكي
- الشلن الكيني
- اللوتي الليسوتوني (سينتي)
- الدولار الليبيري
- الباتاكا الماكاوية (avo)
- الرينغت الماليزي (sen)
- الروبية الموريشيوسية
- البيزو المكسيكي (سنتافو)
- الدينار الجزائري (السنتيم)
- الدرهم المغربي (السنتيم)
- الدولار الناميبي
- غيلدر الأنتيل الهولندية
- الدولار النيوزيلندي
- البالبوا البنمي (سنتيسيمو)
- السول البيروفي الجديد (سينتيمو)
- البيزو الفلبيني (سينتيمو أو سنتافو)
- الروبية السيشيلية
- الليون السيراليوني
- الدولار السنغافوري
- الراند الجنوب أفريقي
- الروبية السريلانكية
- الدولار السورينامي
- الليلانغيني السوازيلندي
- الدولار التايواني الجديد
- الشيلينغ التانزاني
- البانغا التونغي (seniti)
- دولار ترينيداد وتوباغو
- دولار الولايات المتحدة
- البيزو الأوروغواي (centésimo)
- الدولار الزيمبابوي

### وحدات العملة الصغرى بأسماء أخرى
| الوحدة الرئيسية                   | مقسمة إلى                                                                        |
| --------------------------------- | -------------------------------------------------------------------------------- |
| النغولترم البوتاني                | 100 كرتوم                                                                        |
| مارك البوسنة والهرسك قابل للتحويل | 100 بفينيغا                                                                      |
| البولا البوتسواني                 | 100 ثيبي                                                                         |
| الجنيه البريطاني                  | 100 بنس (المفرد: بيني) منذ عام 1971                                              |
| الليف البلغاري                    | 100 ستوتينكي السيريلية: стотинки ("المئات")                                      |
| اليوان الصيني                     | 100 fēn (分)؛ في الاستخدام العام، مقسمة إلى 10 جيو (角).                         |
| الكونا الكرواتية                  | 100 ليبا                                                                         |
| الكرونة الدنماركية                | 100 سن                                                                           |
| الجنيه المصري                     | 100 قرش                                                                          |
| المارك الإستوني                   | 100 بنس (المفرد: بنس)                                                            |
| الدالاسي الغامبي                  | 100 بيوتس                                                                        |
| السيدي الغاني                     | 100 بيسيوا                                                                       |
| الروبية الهندية                   | 100 بيسة                                                                         |
| الشيكل الإسرائيلي الجديد          | 100 اغورة                                                                        |
| الباتاكا الماكاوي                 | 100 آفو العملات المعدنية المتداولة هي 10 و 20 و 50 آفو.                          |
| الدينار المقدوني                  | 100 دين                                                                          |
| الكواتشا المالاوية                | 100 طمبالا                                                                       |
| التوغروغ المنغولي                 | 100 مونجو                                                                        |
| الروبية النيبالية                 | 100 بيسة                                                                         |
| الروبية الباكستانية               | 100 بيسة                                                                         |
| كينا بابوا غينيا الجديدة          | 100 تو                                                                           |
| الزلوتي البولندي                  | 100 groszy (مفرد: grosz)                                                         |
| الريال القطري                     | 100 درهم                                                                         |
| الليو الروماني والمولدوفي         | 100 بني                                                                          |
| الروبل الروسي                     | 100 كوبيك                                                                        |
| الريال السعودي                    | 100 هللة                                                                         |
| الدينار الصربي                    | 100 بارة                                                                         |
| الفرنك السويسري                   | ألمانية: 100 رابن الفرنسية: 100 سنتيم الإيطالية: 100 centesimi الرومانش: 100 راب |
| البات التايلندي                   | 100 ساتانغ                                                                       |
| الليرة التركية                    | 100 قرش                                                                          |
| الدرهم الإماراتي                  | 100 فلس                                                                          |
| الهريفنيا الأوكرانية              | 100 كوبيكاس                                                                      |
| الكواشا الزامبية                  | 100 نغوي                                                                         |

### وحدات العملة السنتمتية القديمة
أمثلة على العملات التي كانت تتميز سابقًا بوحدات المئوي (1⁄100) ولكن ليس لها الآن فئة كسرية متداولة:
| الوحدة الرئيسية      | سابقا مقسمة إلى                |
| -------------------- | ------------------------------ |
| الكولون الكوستاريكي  | (حتى الثمانينيات) 100 céntimos |
| الكورونا التشيكية    | 100 هاليو                      |
| الفورنت المجري       | (حتى 1999) 100 فيلر            |
| الكرونا الآيسلندية   | 100 eyrir (أيرار مفرد)         |
| الين الياباني        | 100 سن                         |
| الكرونة النرويجية    | 100 سن                         |
| الوون الكوري الجنوبي | 100 جيون                       |
| الكرونة السويدية     | (حتى 2010) 100 أوريه           |
| الشيلينغ الأوغندي    | (حتى 2013) 100 سنت.            |

أمثلة على العملات التي تستخدم رمز السنت لأغراض أخرى:
- الكولون الكوستاريكي - كثيرًا ما يستخدم الرمز الشائع "¢" محليًا لتمثيل التسمية الصحيحة للكولون "₡"
- السيدي الغاني -يستخدم الرمز الشائع "¢" أحيانًا لتمثيل التسمية الصحيحة للسيدي "₵"،